# Hexophthalma
Hexophthalma és un gènere d'aranyes araneomorfs de la família dels sicàrids (Sicariidae). Fou descrit per primera vegada per Charles Athanase Walckenaer l'any 1847 com a Hexomma hahni. Més endavant va ser fusionat dins el gènere Sicarius per Eugène Simon el 1893. L'any 2017, a partir d'un estudi filogenètic de Magalhaes, Brescovit i Santos, es va veure que les espècies sud-africanes de Sicarius eren massa diferents i es va proposar recuperar el gènere Hexophthalma, diferenciat de Sicarius.
El nom anglès six-eyed sand spiders ("aranyes de la sorra de sis ulls") s'utilitza particularment per a Hexophthalma hahni. El verí dels exemplars de Hexophthalma, com el de Loxosceles és dermonecròtic i, potencialment, pot causar lesions greus i, fins i tot, pot causar la mort.

## Taxonomia
El gènere fou creat el 1878 per Friedrich Karsch com a Hexomma, amb l'espècie única Hexomma hahni. Tanmateix, el 1879, Karsch es va adonar que aquest nom ja havia estat utilitzat el 1877 per a una espècie de opilió; així que va publicar un nom de substitució, Hexophthalma. El 1893, Eugène Simon va transferir Hexophthalma hahni al gènere Sicarius, i Hexophthalma va caure fora d'ús. Recentment, un estudi filogenètic de 2017 va mostrar que l'espècie africana de Sicarius, incloent Sicarius hahni, era diferent, i van recuperar el gènere Hexophthalma.
Les espècies del gènere Sicarius transferides a Hexophthalma foren:
- Sicarius albospinosus = Hexophthalma albospinosa (Purcell, 1908)
- Sicarius damarensis = Hexophthalma damarensis (Lawrence, 1928)
- Sicarius dolichocephalus = Hexophthalma dolichocephala (Lawrence, 1928)
- Sicarius hahni = Hexophthalma hahni (Karsch, 1878)
- Sicarius spatulatus = Hexophthalma spatulata (Pocock, 1900)

Hexophthalma forma part de la mateixa subfamília que Sicarius, els sicarins (Sicariinae):
| Loxoscelinae | Loxosceles                                                |
|              | Loxosceles                                                |
| Sicariinae   | \| \| Hexophthalma \| \| \| \| \| \| Sicarius \| \| \| \| |
|              | \| \| Hexophthalma \| \| \| \| \| \| Sicarius \| \| \| \| |
|              | Hexophthalma                                              |
|              |                                                           |
|              | Sicarius                                                  |
|              |                                                           |

|  | Hexophthalma |
|  |              |
|  | Sicarius     |
|  |              |

## Verí
Les aranyes d'aquest gènere, com les d'altres espècies de la família Sicariidae, produeixen un verí que conté un agent necrosant de la pell (dermonecròtic); és la esfingomielina D, que només es troba en alguns bacteris patògens. Les espècies del gènere Sicarius semblen tenir un verí menys potent que les de "Hexophthalma". No obstant, la majoria de les espècies de Hexophthalama només han estat estudiades in vitro, i els efectes detallats del seu verí en humans i altres vertebrats són desconeguts.